# Theo Roos
Theo Roos (Amsterdam, 15 juli 1946) is een Nederlands manager en bestuurder in de muziekindustrie. Hij was veertien jaar lang ceo van Universal Music Group. In 2008 werd hij tijdens Eurosonic Noorderslag onderscheiden met De Veer.

## Biografie
Roos werd geboren aan de Keizersgracht in Amsterdam. In zijn jeugd voetbalde hij voor A1 van Ajax en was hij korte tijd keeper in het betaald voetbal.
Op zijn 17e ging aan het werk op de inpakafdeling van het platenlabel Dureco en ging vervolgens voor Phonogram aan het werk. Hierna vertrok hij naar het buitenland en werkte in Engeland voor Decca en in Frankrijk voor Barclay.
Hierna kwam hij terug naar Nederland en werkte hij voor Bovema achtereenvolgens als junior labelmanager en international exploitation manager. In deze laatste functie was hij onder meer betrokken bij de Amerikaanse producties van The Cats en Jack Jersey.
Vanaf 1980 had hij zijn eigen bedrijf, The Flying Dutchman. Van 1993 tot 2007 was hij ceo voor Universal Music Netherlands, en gedurende dezelfde periode voorzitter van NVPI Audio, de branchevereniging voor de entertainmentindustrie.
In 2007 werd Roos onderscheiden met de Zilveren Fonograaf en in 2008, tijdens Eurosonic Noorderslag, met De Veer. In 2009 richtte hij samen met Yigal Fortuin opnieuw een eigen onderneming op, genaamd The Flying Rooster, waarmee ze artiesten vertegenwoordigen en muziek produceren.